# Giuliano (nome)
Giuliano  è un nome proprio di persona italiano maschile.

## Varianti
- Ipocoristici: Uliano
- Femminili: Giuliana[1]

### Varianti in altre lingue
- Asturiano: Xulián[3]
- Albanese: Xhuljano
- Basco: Julen[2], Yulen[3], Illan[3]
- Bretone: Juluan
- Bulgaro: Юлиан (Julian)[2]
- Catalano: Julià[3]
- Croato: Julijan
- Francese: Julien[2]
- Galiziano: Xián[3], Xiao[3]
- Greco: Ιουλιανός
- Inglese: Julian[2][4], Julyan[2]
  - Ipocoristici: Jules[2], Jools[2]
- Irlandese: Iúileán
- Latino: Iulianus[1][2][3][4], Julianus[5]
- Ligure: Giulian[6]
- Lituano: Julijonas
- Medio inglese: Jolyon[2]
- Polacco: Julian[2]
- Portoghese: Julião, Juliano
- Rumeno: Iulian[2]
- Russo: Юлиан (Julian)[2]
- Spagnolo: Julián[2][3], Juliano[3]
- Tedesco: Julian[2]
- Ucraino: Юлиян (Julijan)

## Origine e diffusione
Continua il cognomen romano Julianus, derivato sul gentilizio Julius, quindi significa "appartenente a Giulio", "discendente di Giulio", "relativo a Giulio" e via dicendo.
Per quanto riguarda la lingua inglese, lì il suo uso è attestato a partire dal Medioevo, nella forma Julian, che ai tempi veniva usata anche al femminile.

## Onomastico
L'onomastico può essere festeggiato in memoria di più santi, alle date seguenti:
- 6 gennaio, san Giuliano, martire con la moglie Basilissa ad Antinoe[7]
- 7 gennaio, san Giuliano di Gozzano, diacono[7]
- 8 gennaio, san Giuliano, martire con Luciano e Massimiano a Beauvais[7]
- 17 gennaio, san Giuliano Saba, eremita nell'Osroene[7]
- 27 gennaio, san Giuliano di Sora, martire[7]
- 27 gennaio, san Giuliano, vescovo di Le Mans[7]
- 28 gennaio, san Giuliano, vescovo di Cuenca[7]
- 29 gennaio e 31 agosto, san Giuliano l'ospitaliere, patrono dei viaggiatori[2][7]
- 27 febbraio, san Giuliano, martire con sant'Euno ad Alessandria d'Egitto sotto Decio[7]
- 6 marzo, san Giuliano, arcivescovo di Toledo, scrittore prolifico e storico della Spagna visigota[7]
- 8 aprile, beato Giuliano di Sant'Agostino, religioso francescano[7]
- 2 agosto, san Pierre-Julien Eymard, sacerdote e fondatore[7]
- 28 agosto, san Giuliano, martire a Brioude[7]
- 21 ottobre, beato Giuliano Nakaura, sacerdote gesuita, martire a Nagasaki[7]

## Persone

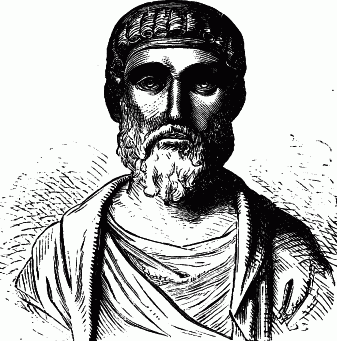
Flavio Claudio Giuliano

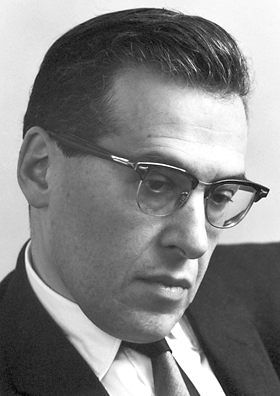
Julian Schwinger

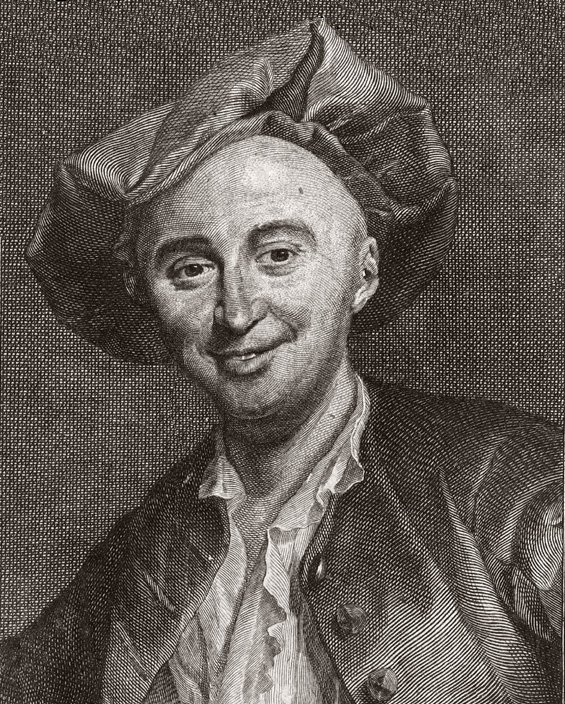
Julien Offray de La Mettrie

- Flavio Claudio Giuliano, detto "l'Apostata", imperatore romano
- Giuliano da Sangallo, architetto, ingegnere e scultore italiano
- Giuliano de' Medici, politico italiano
- Giuliano Amato, politico, giurista e docente italiano
- Giuliano Cesarini, cardinale italiano.
- Giuliano Ferrara, giornalista, conduttore televisivo e politico italiano
- Giuliano Gemma, attore italiano
- Giuliano Palma, cantante italiano
- Giuliano Razzoli, sciatore alpino italiano
- Giuliano Sangiorgi, cantautore italiano

### Variante Julian
- Julian Assange, giornalista, programmatore e attivista australiano
- Julian Barnes, scrittore britannico
- Julian Casablancas, cantante e musicista statunitense
- Julian Lennon, cantautore e chitarrista britannico
- Julian McMahon, attore australiano
- Julian Salomons, politico e avvocato britannico naturalizzato australiano
- Julian Schnabel, pittore, regista e sceneggiatore statunitense
- Julian Schwinger, fisico e matematico statunitense

### Variante Julián
- Julián Álvarez, calciatore argentino
- Julián Arredondo, ciclista su strada colombiano
- Julián Berrendero, ciclista su strada e ciclocrossista spagnolo
- Julián Carrón, presbitero, teologo, linguista e docente spagnolo
- Julián Gil, modello e attore argentino
- Julián Leal, pilota automobilistico colombiano

### Variante Julien
- Julien Absalon, biker e ciclocrossista francese
- Julien Benda, filosofo e scrittore francese
- Julien de Parme, pittore svizzero naturalizzato francese
- Julien Dupré, pittore francese
- Julien Duvivier, regista francese
- Julien Green, scrittore e drammaturgo statunitense
- Julien Maunoir, gesuita francese
- Julien Offray de La Mettrie, medico e filosofo francese
- Julien Ries, storico delle religioni, cardinale e arcivescovo cattolico belga

### Altre varianti
- Julijan Gbur, vescovo cattolico ucraino
- Julen Guerrero, calciatore spagnolo
- Julen Lopetegui, allenatore di calcio spagnolo

## Il nome nelle arti
- Giuliano Grimaldi è il nome di un personaggio nella commedia Uno coi capelli bianchi di Eduardo De Filippo
- Julian Blackthorn, uno dei protagonisti della trilogia di Cassandra Clare: " Dark Artifices"
- Giuliano Corsini è un personaggio della soap opera CentoVetrine.
- Julian Kedives è un personaggio della serie manga e anime I Cavalieri dello zodiaco.
- Julian Ross è un personaggio della serie manga e anime Capitan Tsubasa.
- Julien Sorel è un personaggio del romanzo di Stendhal Il rosso e il nero.
- Julián è il nome dato in Argentina e buona parte dei paesi dell'America Latina a Daisuke Jigen, personaggio del manga e anime di Lupin III[8]